# Riozinho
Cet article concerne la ville. Pour le fleuve, voir Rio Riozinho.
Riozinho est une ville brésilienne de la mésorégion métropolitaine de Porto Alegre, capitale de l'État du Rio Grande do Sul, faisant partie de la microrégion de Gramado-Canela et située à 106 km au nord-est de Porto Alegre. Elle se situe à une latitude de 29° 38′ 26″ sud et à une longitude de 50° 27′ 33″ ouest, à 90 m d'altitude. Sa population était estimée à 4 406 en 2007, pour une superficie de 239 km2. L'accès s'y fait par la RS-239.
Le toponyme Riozinho (« Petite rivière » en portugais) vient d'un petit cours d'eau traversant le territoire de la commune.
Autour de 1875 arrivèrent environ 200 premières familles d'immigrants hongrois, polonais, prussiens et suédois. En 1890 arrivèrent des Allemands et des Italiens.
La commune est un lieu environné de nature, avec des restes importants de mata atlântica. Elle comporte de nombreuses cascades.

## Villes voisines
- São Francisco de Paula
- Maquiné
- Caraá
- Santo Antônio da Patrulha
- Rolante

## Note
1. ↑  IBGE
2. ↑  rio = "cours d'eau" ; -zinho est un diminutif, en portugais.